# Kaltchev Guitar Duo
Das Kaltchev Guitar Duo ist ein Gitarren-Duo aus Bulgarien.

## Werdegang
Die Eheleute Ivo und Sofia Kaltchev absolvierten ihr Studium an der Hochschule für Musik Franz Liszt Weimar bei Jürgen Rost. Während ihres Studiums gewannen sie sechs erste Preise bei internationalen Kammermusikwettbewerben.
Es folgten zahlreiche Produktionen im internationalen Radio und Fernsehen sowie Konzerte in über 20 Ländern. Das Duo hat mehrere Uraufführungen gespielt und gastiert häufig mit namhaften Symphonieorchestern. Darüber hinaus sind beide Musiker regelmäßig für Meisterkurse und als Jurymitglieder bei internationalen Musikfestivals eingeladen und unterrichteten von 2006 bis 2013 an der Staatlichen Hochschule für Musik und Darstellende Kunst Stuttgart, wo sie 2011 zu Honorarprofessoren ernannt wurden.
Von 2009 bis 2021 übernahmen Ivo und Sofia Kaltchev die künstlerische Leitung der „Aschaffenburger Gitarrentage“ und initiierten den „Internationalen Wettbewerb für Kammermusik mit Gitarre“ in Aschaffenburg.

## Diskografie
- Gitarrenfestspiele Nuertingen (1997; Burger & Mueller)
- tonadilla (1999; diapason)
- Crossing Borders (2004; CCN-music)
- Joaquin Rodrigo – Concierto madrigal & Concierto Andaluz (2011; Trekel Records)

## Auszeichnungen
- 1995: 1. Preis im „4. Interpretationswettbewerb für Musik des 20. Jahrhunderts“ in Detmold für Duo-Besetzungen aller Art.
- 1995: 1. Preis beim Wettbewerb der Nürtinger Gitarrenfestspiele
- 1996: 1. Preis beim „8. Internationalen Gitarrenwettbewerb in Havanna-Kuba“, sowie den Preis für die beste Interpretation des kubanischen Pflichtstücks.
- 1996: 1. Preis beim „5. Internationalen Musikwettbewerb für Gitarrenduos“ in Bubenreuth.
- 1997: 1. Preis des „Kulturpreises der Unnaer Wirtschaft“ beim Internationalen Musikwettbewerb in Unna.
- 1998: 1. Preis beim „19. Internationalen Gitarrenwettbewerb Mauro Giuliani“ für Duo-Besetzungen aller Art mit Gitarre in Bari, Italien.